# Charles Berlitz

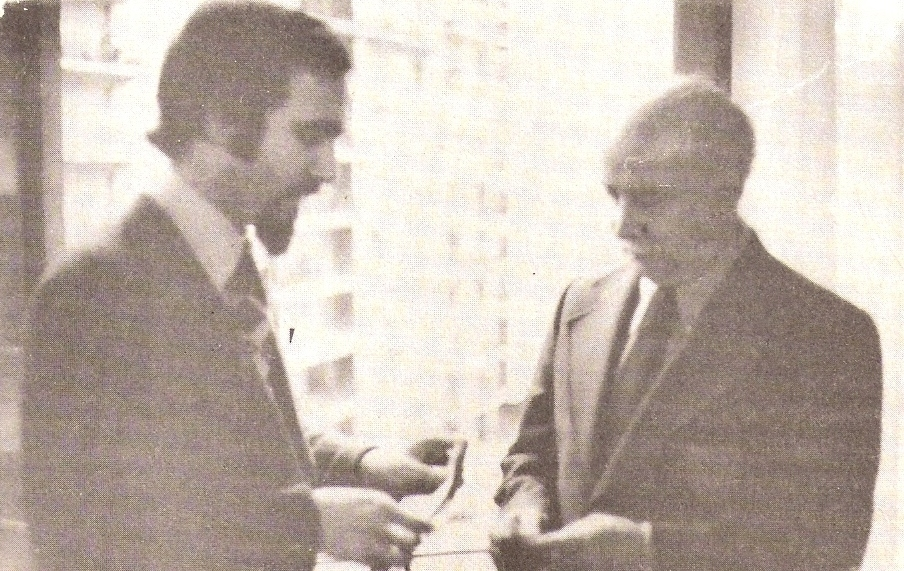
Charles Berlitz (rechts) met Antonio las Heras, 1979

Charles Frambach Berlitz (New York, 20 november 1914 - 18 december 2003) was een Amerikaanse bestsellerschrijver die meestal opwindende en bizarre onderwerpen voor zijn goed verkopende boeken nam. 
Hij was de kleinzoon van Maximilien Berlitz die de Berlitz Taalscholen heeft opgericht.
Hij studeerde op de Yale universiteit, en was door zijn achtergrond een kundig taalexpert die 25 talen min of meer vloeiend sprak.

## Boeken van Charles Berlitz
- De Bermuda Driehoek (1974)
- Zonder een Spoor (1977) Nog meer bermudadriehoekanekdotes.
- Het Philadelphia Experiment - Project Onzichtbaarheid (1979) Het verslag over een vermeend marine-experiment uit 1943 dat per ongeluk een poort naar een andere dimensie opende.
- Het Roswell Incident over een UFO die in 1948 neerstortte in Roswell in de VS staat New Mexico
- Het fatale jaar 1999 (1981) Op grond van oude profetieën en recente theorieën komt Berlitz tot een schokkende conclusie over het lot van onze planeet.
- Atlantis het achtste Continent (1984)
- Speurtocht naar de ark van Noach (1987)
- Vreemde verschijnselen (1988) Raadsels die zelfs de moderne wetenschap niet kan oplossen.
- De Draken Driehoek (1989) Over een bermuda driehoek in de Japanse Zee.
- Wereld vol Wonderen (1991) Een verzameling anekdotes over onverklaarbare verschijnselen.

- Bibsys: 90072154
- Biblioteca Nacional de España: XX841465
- Bibliothèque nationale de France: cb118914524 (data)
- CiNii: DA09383328
- Gemeinsame Normdatei: 12639802X
- International Standard Name Identifier: 0000 0000 8182 8432
- Library of Congress Control Number: n79060097
- Nationale Bibliotheek van Letland: 000019320
- Bibliotheek van het Japanse parlement: 00433070
- Nationale Bibliotheek van Tsjechië: jn20000703023
- Nationale bibliotheek van Australië: 36117276
- Nationale Bibliotheek van Israël: 987007295223305171
- Nationale en Universitaire bibliotheek Zagreb: 000013964
- Nederlandse Thesaurus van Auteursnamen: 072373903
- Réseau des bibliothèques de Suisse occidentale: 02-A002995576
- Istituto Centrale per il Catalogo Unico: CFIV050631
- LIBRIS: 300706
- SNAC: w6c56bt4
- Système universitaire de documentation: 026721279
- Trove: 1215074
- Virtual International Authority File: 114576517
- WorldCat: E39PBJbttqvcHjqdRftxgRKjmd